# Paoliida
Paoliida – wymarły rząd owadów o niejasnej systematyce i filogenezie. W zapisie kopalnym przedstawiciele są znani z karbonu i permu. Ich skamieniałości odnajdywano na terenie Europy, Azji i Ameryki Północnej.

## Taksonomia
|  | †Paoliidae      |
|  |                 |
|  | †Blattinopsidae |
|  |                 |

|  | modliszki                                             |
|  |                                                       |
|  | \| \| karaczany \| \| \| \| \| \| termity \| \| \| \| |
|  |                                                       |
|  | karaczany                                             |
|  |                                                       |
|  | termity                                               |
|  |                                                       |

|  | karaczany |
|  |           |
|  | termity   |
|  |           |

|  | †Paoliidae      |
|  |                 |
|  | †Blattinopsidae |
|  |                 |

|  | modliszki                                             |
|  |                                                       |
|  | \| \| karaczany \| \| \| \| \| \| termity \| \| \| \| |
|  |                                                       |
|  | karaczany                                             |
|  |                                                       |
|  | termity                                               |
|  |                                                       |

|  | karaczany |
|  |           |
|  | termity   |
|  |           |

Takson ten wyróżnił jako pierwszy Borys Rohdendorf w 1977, ale autorstwo przypisał on Antonowi Handlirschowi. Jego pozycja filogenetyczna jest niejasna. Traktowane były m.in. jako najwcześniejsze nowoskrzydłe, przodków pluskwiaków, przedstawiciele takich grup jak Palaeodictyoptera, Protoblattoidea i Protorthoptera, a w 2013 Jakub Prokop i współpracownicy wskazują na nie jako grupę siostrzaną Dictyoptera. Skład włączanych doń taksonów również jest różny u różnych autorów. Aleksandr Rasnicyn zaliczał tu w 2002 tylko rodzinę Paoliidae. Prokop i współpracownicy dokonali w 2013 rewizji i redefinicji grupy, włączając doń dwie rodziny: Paoliidae i Blattinopsidae. Natomiast Adré Nel, Romain Garrouste i Jakub Prokop w publikacji z 2015 zaliczają doń Anthracoptilidae. Przedstawiony poniżej opis opiera się na definicji Prokopa i innych z 2013.

## Opis
Owady te miały smukłe, nitkowate czułki, zbudowane z długich członów. Na przedpleczu nie występowały paranota. Obie pary skrzydeł miały prawie jednakową budowę, ale tylne były szersze u nasady, co nadawało im bliższy trójkątnemu kształt. Składane były w pozycji spoczynkowej dachowato nad ciałem. Obie pary cechował zredukowany wachlarz analny. Przednia żyłka radialna była silnie wypukła, przednia kubitalna wypukła, medialna i tylna radialna dość wypukłe, a tylna subkostalna i tylna kubitalna wklęsłe. Tylna żyłka subkostalna kończyła się w odsiebnej połowie skrzydła: na żyłce kostalnej lub na przedniej radialnej. Tylna żyłka radialna miała liczne odnogi. Obie żyłki kubitalne miały dość długi wspólny trzon u nasady. Przednie odgałęzienia przedniej żyłki kubitalnej były wklęsłe, a tylne odgałęzienia wypukłe. Tylna żyłka kubitalna była prosta lub sigmowata i miała najwyżej jedną, krótką odnogę w części końcowej.